# 宋坤
宋坤（1982年11月12日—），青岛人，中国女子帆船环球航海第一人，青岛“帆船之都形象大使”。克利伯环球帆船赛的官方形象代言人之一，并是其中唯一的中国面孔。

## 经历
宋坤参加2013/2014克利伯环球帆船赛，成为中国女子环球航行第一人。

## 个人荣誉
2014年，宋坤於CCTV体坛风云人物颁奖盛典獲頒年度最佳非奥运动员奖（航海）。